# Courcelles, Hainaut
Courcelleslà một đô thị ở tỉnh Hainaut. Vào 1 tháng 1 2006 Courcelles có dân số 29.626 người. Tổng diện tích là 44,24 km² với mật độ dân số là 670 người trên mỗi km².

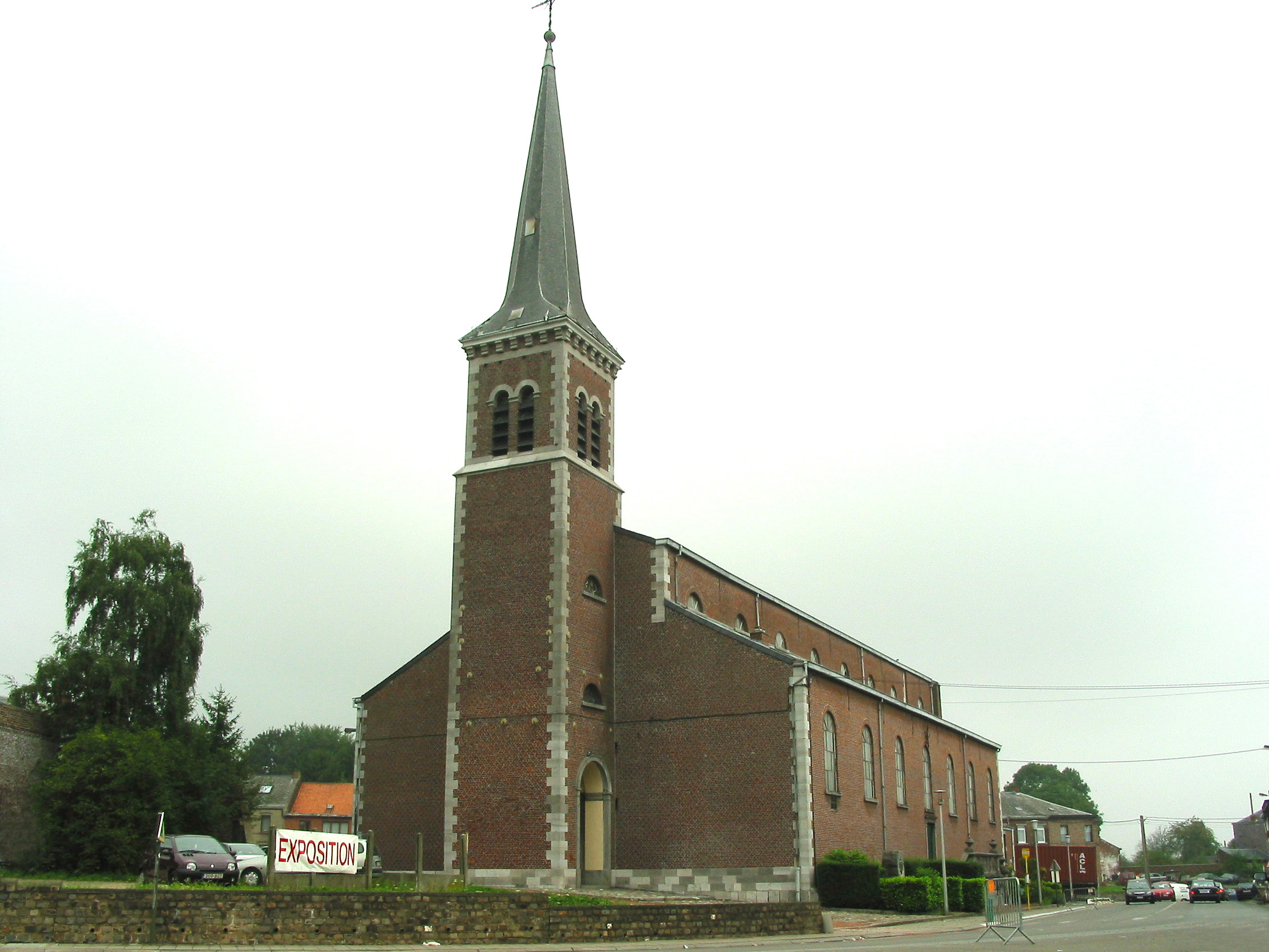
Nhà thờ St. Lambert
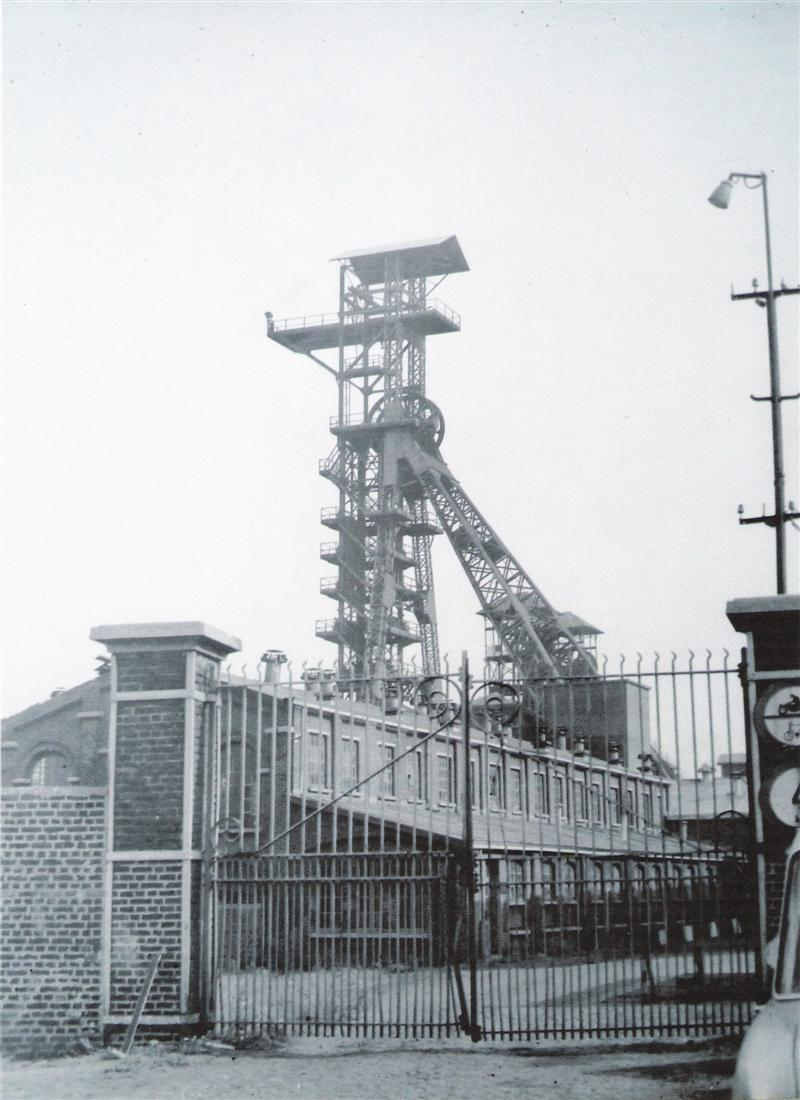
The coal mine " 6 périer " Souvret